# 유니버시티 칼리지
유니버시티 칼리지(영어: university college)는 4년제 대학과 칼리지(단기대학)의 두 성격을 갖추고 있는 교육 기관이다. 여기서 2년간 학사 과정의 교과를 습득하면 학위로 칼리지 또는 협력 대학에서 학사 학위가 수여된다. 또한 단기 대학 학사 학위도 취득할 수 있으며, 대학 진학 과정을 수료한 학생들은 4년제 대학 2년 또는 3학년으로 편입할 수 있다. 또한 직업 훈련 과정이 풍부하고 기술 전문학과를 수료하면 기술 습득 증명서 · 자격증 · 학위를 취득할 수 있다.

## 같이 보기
- 칼리지